# Copidosoma radnense
Copidosoma radnense är en stekelart som beskrevs av Erdös 1957. Copidosoma radnense ingår i släktet Copidosoma, och familjen sköldlussteklar. Arten är reproducerande i Sverige.